# Léon François Chervet
Léon François Chervet fue un escultor francés, representante de la alta calidad de diseño y ejecución generados por la formación de los oficiales franceses en la École des Beaux-Arts, incluso entre los artistas de la segunda fila o menor fama.

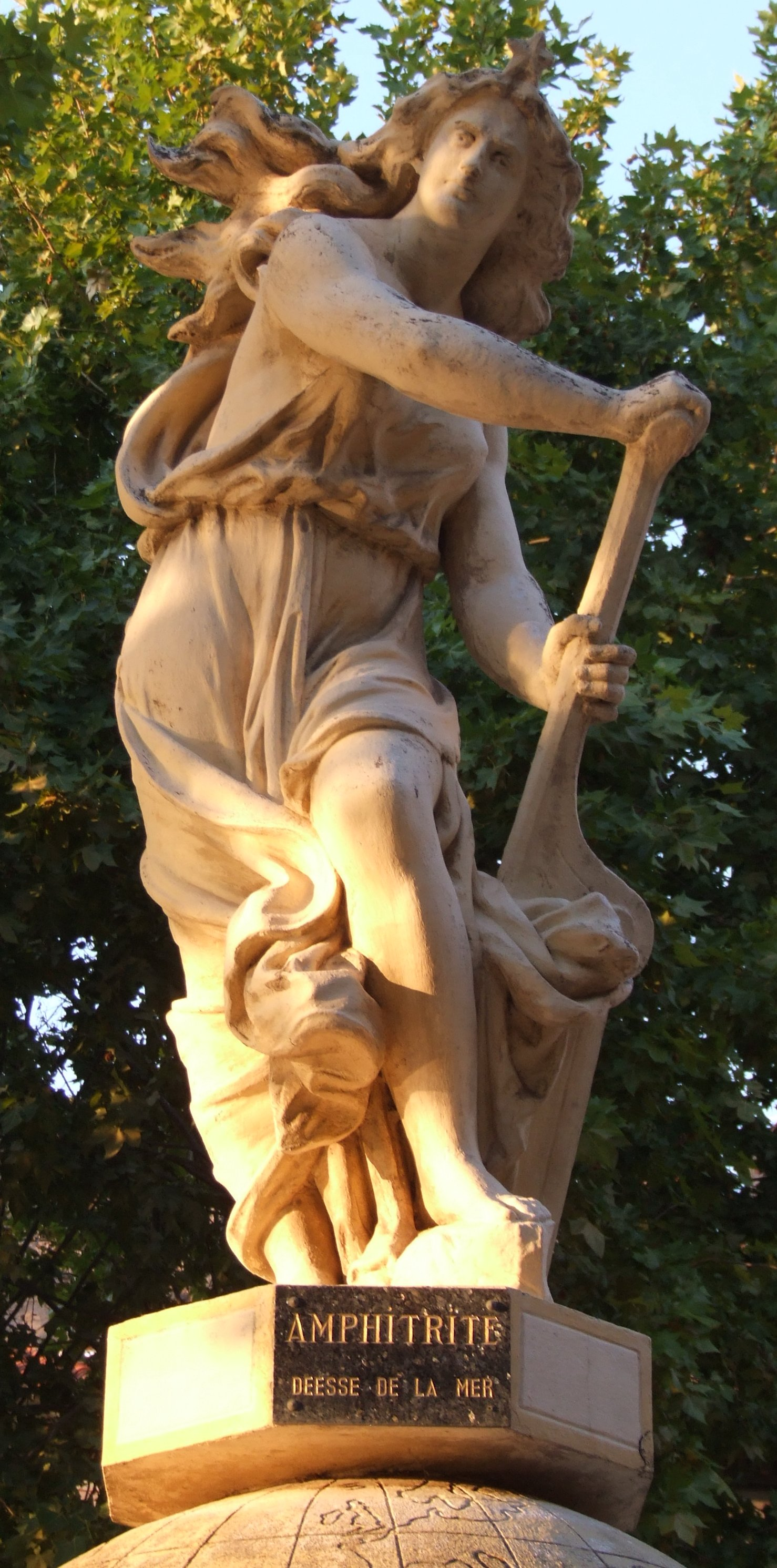
Figura alegórica de Léon François Chervet, actualmente en Agde, como "Amphitrite"

Su escultura alegórica, que ahora se llama "Amphitrite" (ilustración) es su única escultura pública. Antes se levantaba en la fachada del Palacio del Trocadero, París, construido para la Exposición Universal de París (1878) y que fue demolido para dar paso a la Exposición Internacional de París de 1937 . 
La estatua se conservó y se ofreció a la ciudad de Agde, donde, como "Anfitrite", ahora simboliza la vocación marítima de Agde, en la plaza de la Marina.
Chervet expuso en los salones anuales en el Palacio de los Campos Elíseos de París, a menudo fuera de concurso, con esculturas encargadas por el Estado

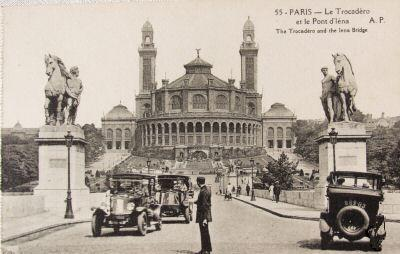
Vista de la fachada del antiguo Palacio de Trocadero, desde el Puente de Iena

En el Salón de París de 1884 presentó fuera de concurso la escultura titulada El bebedor - Le Buveur, que representa una pareja formada por la figura de una mujer desnuda en pie y la figura de un hombre agachado a su espalda.